# Jonathan Tucker
Jonathan Moss Tucker (Boston, 31 mei 1982) is een Amerikaans acteur. Een van zijn eerste filmrollen was in de misdaadthriller Sleepers als de jonge versie van Tommy Marcano, later als volwassen man gespeeld door Billy Crudup. Daarnaast speelde hij in onder meer de horrorfilms The Texas Chainsaw Massacre (2003), Pulse (2006) en The Ruins (2008), maar ook in filmdrama's als Stateside en Veronika Decides to Die.
Naast filmrollen speelde Tucker van april tot en met oktober 2007 in de misdaadserie The Black Donnellys als het personage Tommy Donnelly. In Call of Duty WW2 campaign speelde hij de rol van Zussman.

## Filmografie
*Exclusief televisiefilms
- Charlie's Angels (2019)
- Sweet Virginia (2017)
- The Next Three Days (2010)
- Meskada (2010)
- Flying Lessons (2010)
- Veronika Decides to Die (2009)
- An Englishman in New York (2009)
- The Ruins (2008)
- In the Valley of Elah (2007)
- Day 73 with Sarah (2007)
- Cherry Crush (2007)
- Pulse (2006)
- Love Comes to the Executioner (2006)
- Masters of Horror: Dance of the Dead (2005)
- Hostage (2005)
- Criminal (2004)
- Stateside (2004)
- The Texas Chainsaw Massacre (2003)
- Ball in the House (2001)
- The Deep End (2001)
- 100 Girls (2000)
- The Virgin Suicides (1999)
- Sleepers (1996)
- Two If by Sea (1996)
- Botte di Natale (1994, aka Troublemakers)

## Televisieseries
*Exclusief eenmalige gastrollen
- City on a Hill - Frankie Ryan (2019, tien afleveringen)
- Snowfall - Matt McDonald (2018-2019, tien afleveringen)
- Westworld - Major Craddock (2018, drie afleveringen)
- Kingdom - Jay Kulina (2014-2017, veertig afleveringen)
- Justified - Boon (2015, vijf afleveringen)
- Parenthood - Bob Little (2011-2014, tien afleveringen)
- Hannibal - Matthew Brown (2014, twee afleveringen)
- Ro - Jordan (2012, vijf afleveringen)
- Royal Pains - Shaw Morgan (2011, twee afleveringen)
- The Black Donnellys - Tommy Donnelly (2007, veertien afleveringen)
- The Practice - 'James Tucker' (2001, twee afleveringen)

- Biblioteca Nacional de España: XX1530263
- Bibliothèque nationale de France: cb14234513c (data)
- Gemeinsame Normdatei: 143900080
- International Standard Name Identifier: 0000 0001 1642 0892
- Library of Congress Control Number: no2003110523
- Nationale Bibliotheek van Tsjechië: xx0098037
- Nationale Bibliotheek van Israël: 987007316660405171
- Nederlandse Thesaurus van Auteursnamen: 314340300
- Système universitaire de documentation: 164894780
- Virtual International Authority File: 24286173